# Disco (I Love It)
Disco (I Love It) è un singolo della cantante italiana Ditonellapiaga, pubblicato il 24 giugno 2022.

## Descrizione
Il brano, scritto dalla stessa cantante e prodotto da BBprod e Simon Says!, è stato descritto nelle sonorità e tematiche in un'intervista a La Repubblica:

## Video musicale
Il video musicale, diretto da Michele Formica, è stato pubblicato il 28 giugno 2022 sul canale YouTube della cantante.

## Tracce
Testi di Margherita Carducci, musiche di Alessandro Casagni, Benjamin Ventura e Simone Privitera.
1. Disco (I Love It) – 2:58

## Riconoscimenti
- Videoclip Italia Awards
  - 2023 – Candidatura al migliore make-up & hair[6]